# Cross Lanes
Cross Lanes és una concentració de població designada pel cens dels Estats Units a l'estat de Virgínia de l'Oest. Segons el cens del 2007 tenia 13.119 habitants.

## Demografia
Segons el cens del 2000, Cross Lanes tenia 10.353 habitants, 4.231 habitatges, i 2.991 famílies. La densitat de població era de 615,9 habitants per km².
Dels 4.231 habitatges en un 33% hi vivien nens de menys de 18 anys, en un 56,5% hi vivien parelles casades, en un 11% dones solteres, i en un 29,3% no eren unitats familiars. En el 25,2% dels habitatges hi vivien persones soles el 6,3% de les quals corresponia a persones de 65 anys o més que vivien soles. El nombre mitjà de persones vivint en cada habitatge era de 2,44 i el nombre mitjà de persones que vivien en cada família era de 2,92.
Per edats la població es repartia de la següent manera: un 24,1% tenia menys de 18 anys, un 8,5% entre 18 i 24, un 31,4% entre 25 i 44, un 24,9% de 45 a 60 i un 11,2% 65 anys o més.
L'edat mediana era de 37 anys. Per cada 100 dones de 18 o més anys hi havia 90,8 homes.
Entorn del 4,1% de les famílies i el 5,9% de la població estaven per davall del llindar de pobresa.

## Poblacions properes
El següent diagrama mostra les poblacions més properes.